# Le Bahut (série télévisée)
Le Bahut est une série télévisée française en 5 épisodes de 52 minutes créée par Hervé Chabalier et Claude Chelli, diffusée  à partir du 10 septembre 1998 sur TF1 puis sur NT1.

## Synopsis
À travers le regard d'Isabelle, jeune professeur d'anglais, Le Bahut se propose de suivre la vie d'une classe de 3e générale. Une classe normale, ni dure ni facile, reflet de ce qui se passe aujourd'hui dans l'école publique française. Autour d'Isabelle, les autres professeurs, les élèves, les parents d'élèves et tout ce qui fait les drames et les bonheurs du collège : apprentissage de la vie en société, peurs de l'échec, réussites et difficultés scolaires, responsabilités et angoisses des jeunes enseignants, confrontation des méthodes et des modèles d'autorité sur le terrain, incompréhension et espoirs des parents, premières histoires d'amour des adolescents, violences, amitiés...

## Distribution
- Thomas Jouannet : Stéphane
- Ouassini Embarek : Amin
- Aurélien Wiik : Bruno
- Cécile Pallas : Isabelle

## Saisons
Première saison (1998)
1. La Loi du plus fort
2. La Fugue en mineure

Seconde saison (2000)
1. Une fille rebelle
2. Testament d'un professeur
3. Haute Pression